# Proboloides rotunda
Proboloides rotunda is een vlokreeftensoort uit de familie van de Stenothoidae. De wetenschappelijke naam van de soort is voor het eerst geldig gepubliceerd in 1917 door Stebbing.